# Relationer mellan Island och Norge

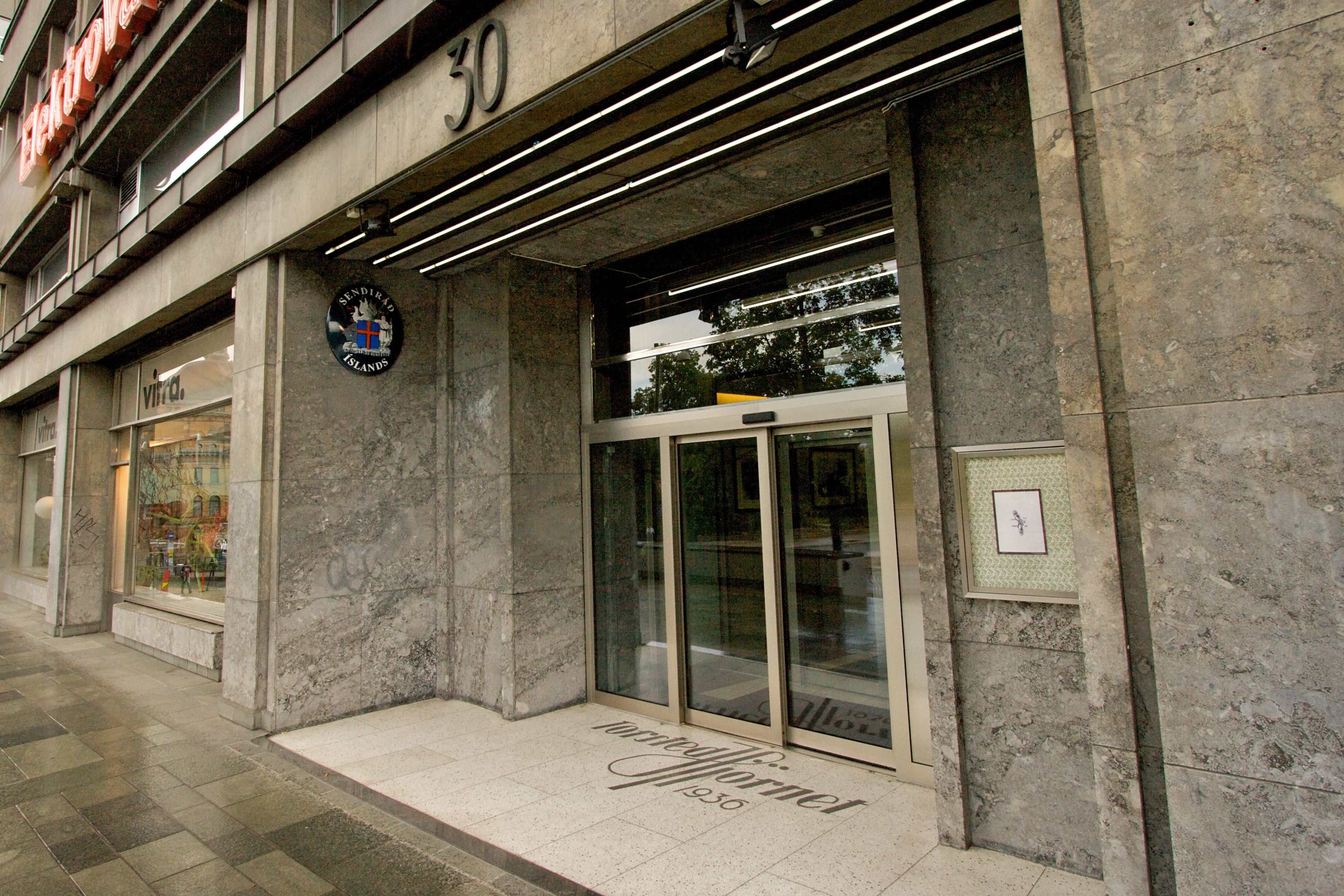
Islands ambassad i Oslo.

Island har en ambassad i Oslo och Norge har en ambassad i Reykjavik.
Båda länderna är fullvärdiga medlemmar av Europarådet, Nordiska rådet, NATO, Östersjöstaternas råd, Europarådet och EFTA.

## Tidig historik
Island bosattes under Medeltiden (lokalt Vikingatiden) av i huvudsak norskar. Första vågen antas ha startat 860, och pågått till cirka 870- 930. Island och Norge formade ett gemensamt nordiskt kulturområdet i Nordsjön, och stora delar av Norges historia nedtecknades av isländske författaren Snorre Sturlasson. Island kom under norskt styre kring 1262. Detta varade fram till 1380, då Island kom under danskt styre. och snart förenades de tre kungarikena Danmark, Norge (inklusive Grönland, Färöarna, Shetlandsöarna och Orkneyöarna), samt Sverige (inklusive delar av Finland) under en enda monark, i Kalmarunionen.  Unionen dominerades av Danmark. Norge sade upp unionen med Danmark 1814, Island 1944.

## Ekonomi och produktion

### Valfångst
Båda länderna har ett gemensamt historiskt förhållande till valfångst och har gått samman med Japan uttalat sig mot internationella rop på minskad kommersiell valfångst. Båda länderna har motsatt sig att skriva på Convention on International Trade in Endangered Species som förbjuder handeln med valkött. Höga nord-alliansen, som representerar valfångare, säljägare och fiskare längs med Arktis har sagt "Det är laglig import och laglig export, och kan i framtiden komma att ge tillgång till en marknad som är riktigt stor för både norska och isländska valfångare".
1992 meddelade Island och Norge att man skulle återuppta kommersiell valfångst av vissa arter efter sex år.
2002 meddelade Norge att man skulle tillåta ett valfångstföretag att exportera 10-15 ton vikvalsprodukter till Island. Detta fördömdes av Storbritannien som menade att valbeståndet de kommer fans med på listan over utrotningshotade arter. 2006 meddelade Islands fiskeministerium att man återigen tänkte tillåta kommersiell valfångst, som andra land efter Norge.

### Economiskt bistånd
I samband med Finanskrisen på Island 2008 tillsköt norska staten ett femårigt lån på 500 miljoner till Island  för att stabilisera den  isländska kronan i november 2008. Norges utrikesminister Jonas Gahr Støre sade efter motet med Islands statsminister Geir Haarde att "Vi vill visa vårt stöd för det internationella initiative och vi kommer att förse Island med hjälp inom en snar framtid."

## Utrikespolitik och försvar
2007 skrev båda länderna på ett försvarsvtal om bevakning och militärt skydd av isländskt luftrum och  ekonomiska zoner. Det innebär att Norges jetjaktflygplan och övervakningsflygplan tillåts patrullera det isländska luftrummet. Det står i avtalet att det bara rör fredstid. I samband med militär konflikt är det fortfarande NATO och USA som har huvudansvaret. Avtalet skrevs efter beslutet att utrymma USA:s militär från flygbasen i Keflavík 2006.